# 草堂寺
34°00′52″N 108°44′22″E / 34.0144°N 108.7394°E
草堂寺，又称圣恩寺、清凉建福院，位于陕西省西安市鄠邑区东南圭峰山北麓，是中国佛教史上高僧鸠摩罗什来长安时居留译经居所。为汉族地区佛教全国重点寺院之一。

## 历史沿革
十六国前秦国主苻坚派遣吕光迎鸠摩罗什，后秦姚兴建逍遥园，迎鸠摩罗什入园中草堂寺译经讲经。
隋大业二年（606年），唐高祖李渊为郑州刺史，曾为次子李世民的眼疾到草堂寺求佛保佑，造石佛送入寺内供养。唐时，草堂寺曾改名为“栖禅寺”。天宝年间，飞锡法师主持寺务，传播佛法。元和年间，唐宪宗敕令重修，宗密禅师在此弘扬佛法。宋朝初年重修，改称“清凉建福院”，金、元、明时仍称草堂寺。清雍正十二年（1734年），僧肇被封为“大智圆正圣僧”，草堂寺因此又改名为“圣恩寺”。

## 建筑风格

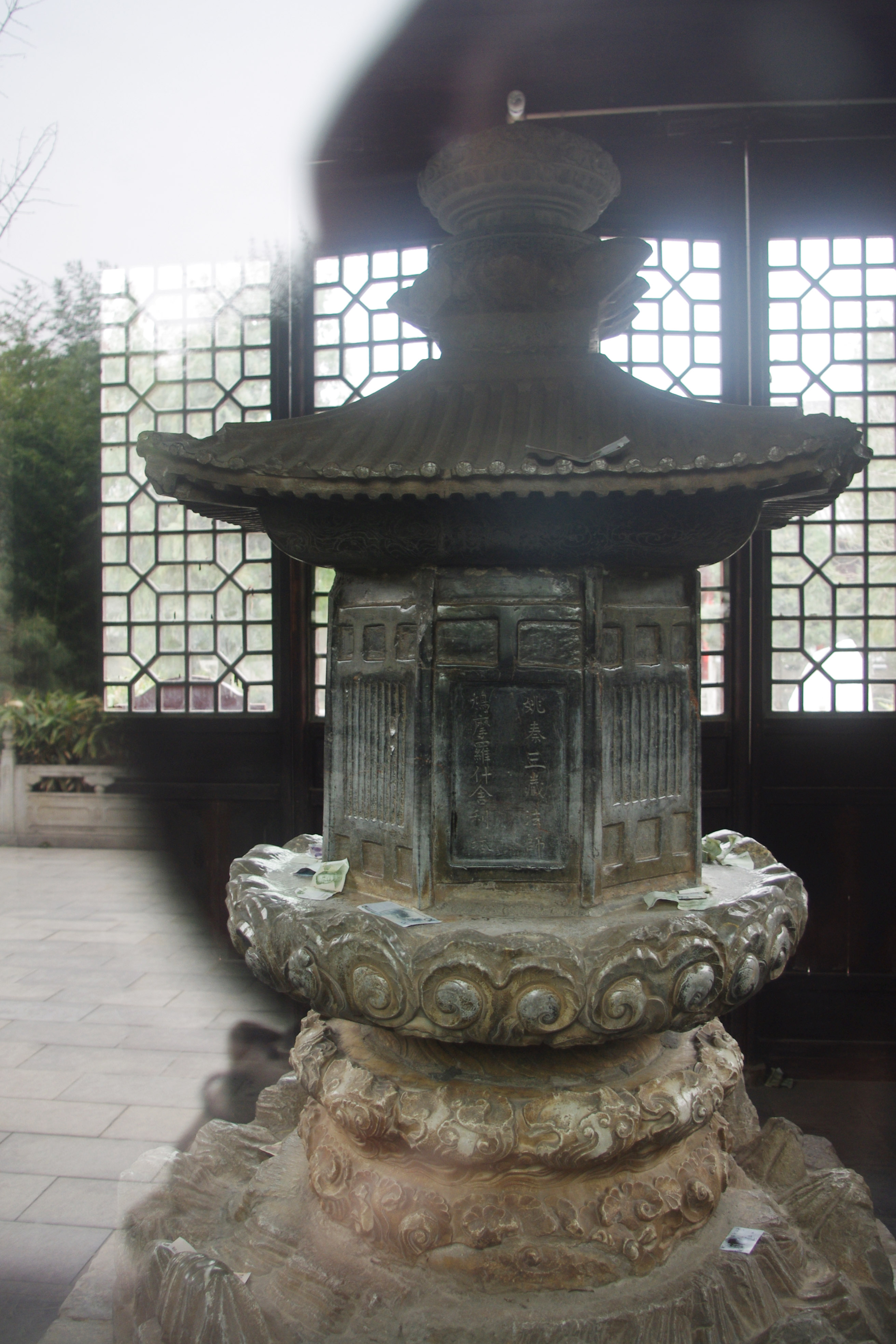
鸠摩罗什舍利塔

草堂寺中存“姚秦三藏法师鸠罗什舍利塔”，为唐制。八面十二层，以玉白、砖青、墨黑、乳黄、淡红、浅蓝、赭紫及灰色共八色玉石雕镶而成，因而称八宝玉石塔。塔下层浮雕须弥山座，三层云台为蔓草纹，中有八角形龛和阴线佛像，上有屋脊飞檐顶盖，雕造技巧精美。

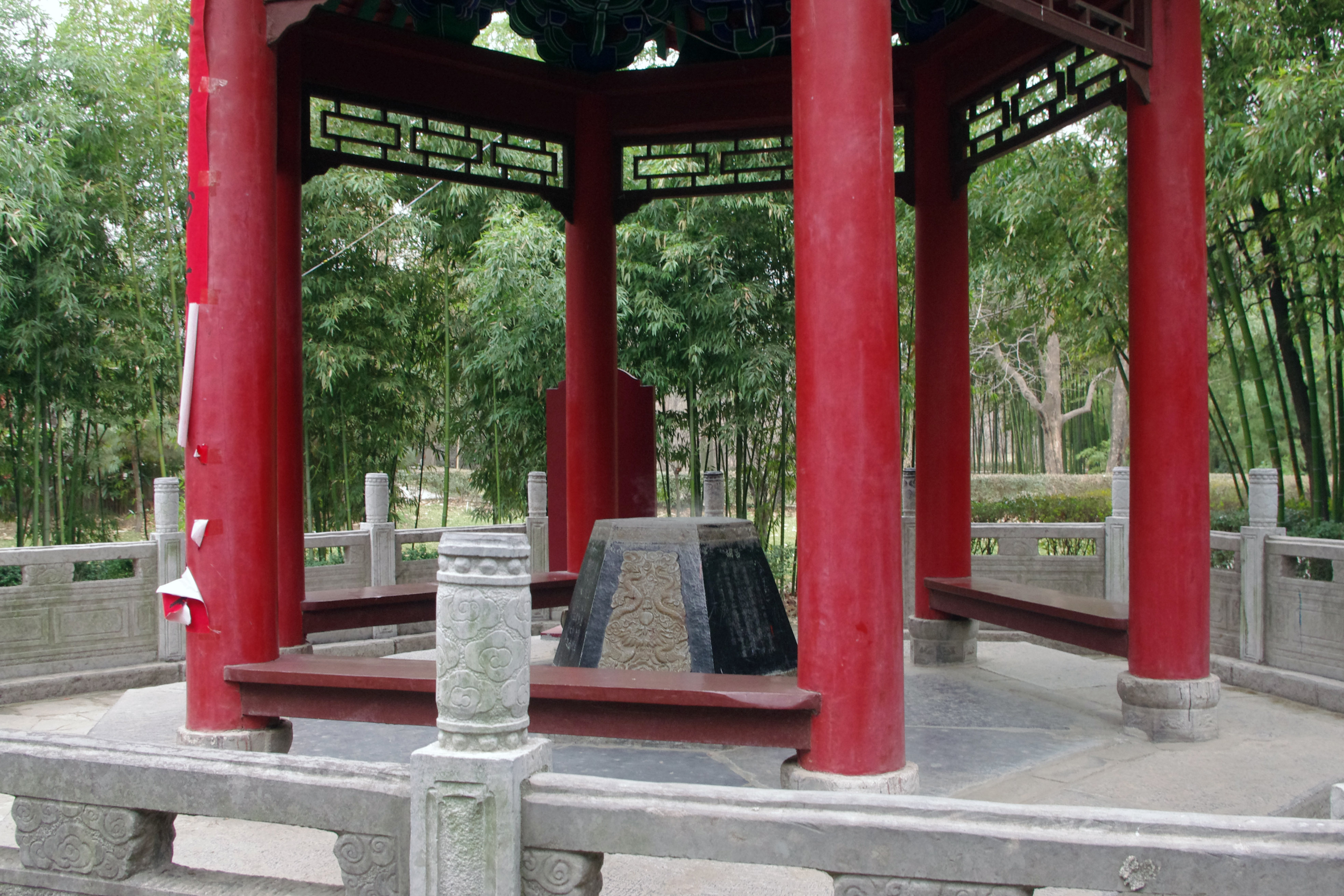
草堂烟雾

舍利塔后有烟雾井，相传每逢秋冬早晨，井中有气蒸腾而出飘至长安，因而被称为长安八景之一“草堂烟雾”。现寺中还有唐大中九年（885年）所立柳公权篆额、裴休所书的《定慧禅师传法碑》等二十余通石碑。

## 參閱
- 鸠摩罗什
- 长安八景

Template:西安宗教建筑